# Język luwijski

Zasięg języka luwijskiego

Język luwijski – wymarły język z podrodziny anatolijskiej języków indoeuropejskich, którym posługiwali się w okresie III–I tysiąclecia p.n.e. Luwijczycy, zamieszkujący państwo Hetytów w północnej części Azji Mniejszej.